# Nikolaj Musijenko
Nikolaj Musijenko, ukrajinsky  Микола Мусієнко, rusky Николай Мусиенко (* 16. prosince 1959) je bývalý sovětský a později ukrajinský atlet, který se věnoval trojskoku.

## Sportovní kariéra
Svých největších úspěchů dosáhl v 80. letech 20. století, především na evropských halových šampionátech. V letech 1982 a 1987 skončil v soutěži trojskokanů třetí, halovým mistrem Evropy se stal v letech 1983 a 1989. Jeho osobní rekord 17,78 metru z roku 1986 byl tehdejší evropský rekord.